# Brighton College
Brighton College ist eine 1845 gegründete britische Privatschule. Sie besteht aus der Senior School für 11- bis 18-Jährige (dem eigentlichen  Brighton College) und einer Grundschule (Brighton College Preparatory School) sowie einem Kindergarten (Pre-Prep School).
Brighton College war die erste Public School in Sussex.

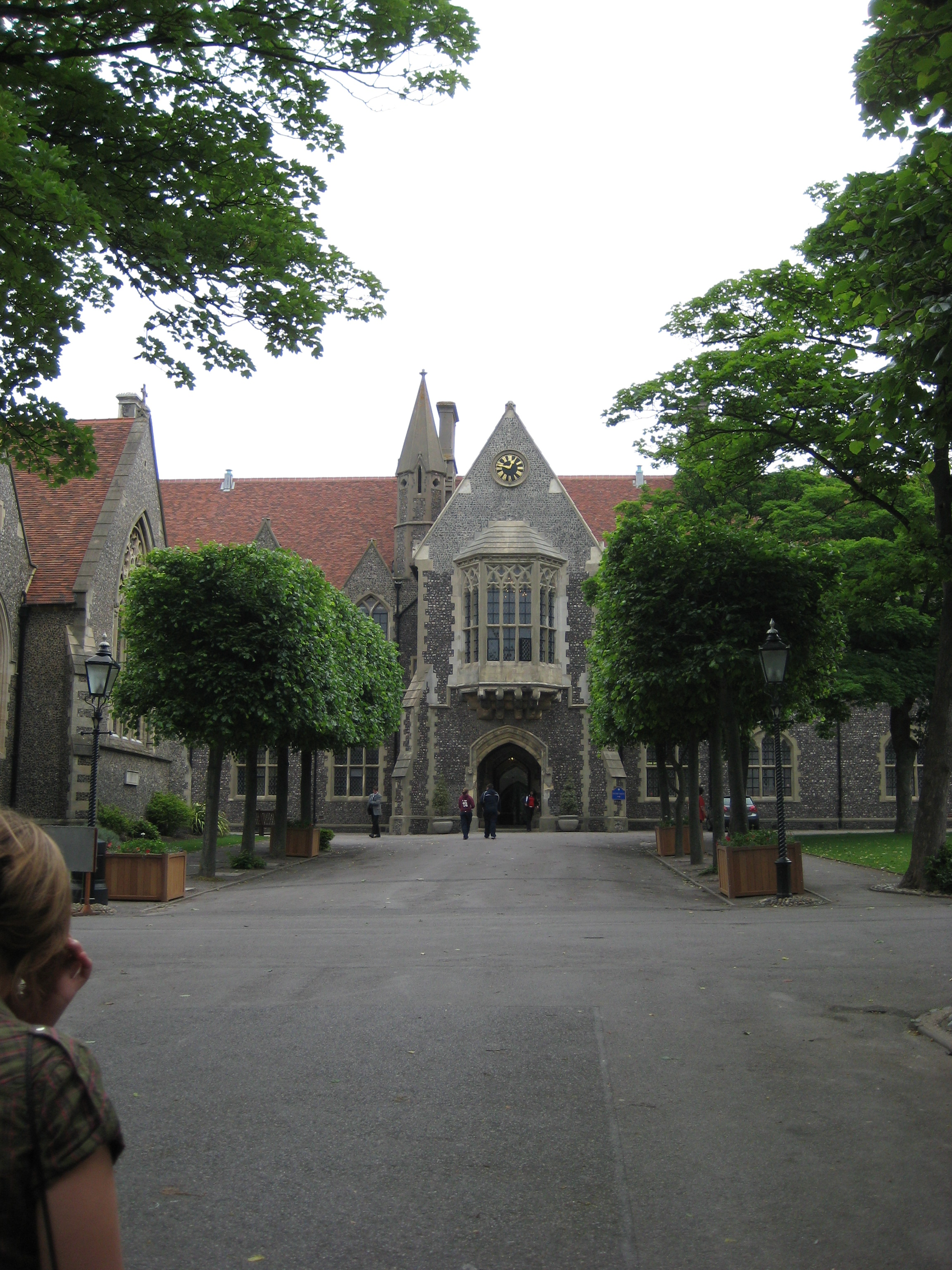
Brighton College: Hauptgebäude

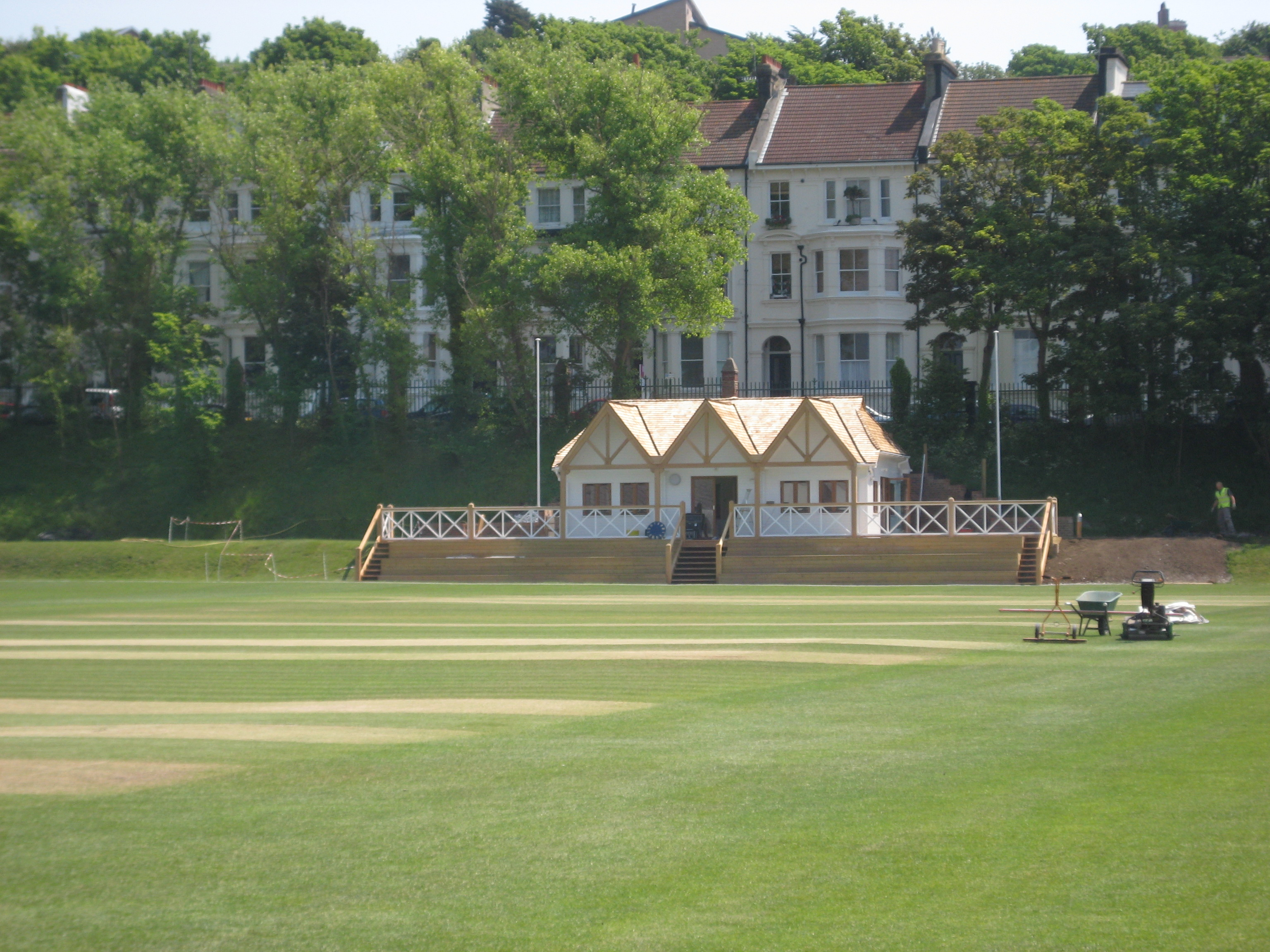
Brighton College Cricket Pavillon

Brighton College  ist in elf Häusern organisiert, die als Basis für sportliche und fachliche Wettbewerbe dienen. Diese sind in boarding houses für die Internatsschüler und day houses für die Externen unterteilt. Brighton College ist koedukativ organisiert, die Häuser  sind allerdings jeweils einem Geschlecht vorbehalten. Die renommierte Schule verfügt über ein aktives Netzwerk ehemaliger Schüler (Alumni).
Die Hauptgebäude von Brighton College wurden von Sir George Gilbert Scott in neugotischem Stil errichtet (1848–66). Spätere Gebäude stammen zum Teil von seinem Schüler Sir Thomas Graham Jackson

## Persönlichkeiten (alphabetisch)
- Vivian Fuchs (1908–1999), Geologe
- Tony Hawks (* 1960), Komiker
- Tamzin Merchant (* 1987), Schauspieler
- Robert Skidelsky (* 1939), Mitglied des Oberhauses